# Diego Fernández de Córdoba y Lasso de la Vega
Diego Fernández de Córdoba Lasso de la Vega (Sevilla, 1629-Málaga, 1697), fue caballero de la Orden de Alcántara, general de la flota de Nueva España y galeones, del Consejo de Guerra de Carlos II, creado I. marqués del Vado del Maestre, el 3 de mayo de 1693 por merced del rey Carlos II. Hijo de Juan Fernández de Córdoba y Lasso de la Vega y Figueroa, Caballero de la Orden de Alcántara y de Luisa Martínez de Francia y Almonte (Domonte), su esposa.
Contrajo matrimonio con Águeda de Ventimiglia y Arias del Castillo, señora del mayorazgo del Castillo, en Málaga; de la Ilustre familia y Casa de Ventimiglia, que fueron señores de Ventimiglia, virreyes de Sicilia, marqueses de Irache, condes de Geraci, Ischia Mayor, de Montesarchio, de Bitonto, de Termini, de Cefalù, de Sciacca, de Serracapriola, de Magliano, de Roccella, y cuyos orígenes parten de Carlomagno.

## Matrimonio y descendencia
El matrimonio de Diego de Córdoba con Águeda de Ventimiglia, dio once hijos:
- Francisco de Paula Fernández de Córdoba Lasso de la Vega y Ventimiglia (1678-1709) II marqués del Vado del Maestre, casó con Isabel Mansilla-Lasso de Castilla Pareja-Obregón.
- Juana Eusebia Fernández de Córdoba Lasso de la Vega y Ventimiglia (1665-1712), casó con Alonso Sánchez de Figueroa y Silva, marqués de Valdesevilla, señor de La Pizarra y Torre del Águila.
- Francisca María Fernández de Córdoba Lasso de la Vega y Ventimiglia (n. 1663), casó con Alonso Tello Tortolero y Aguilar, caballero de Santiago. Sin sucesión.
- Rosa María Fernández de Córdoba Lasso de la Vega y Ventimiglia (n. 1668), casó con Miguel Espinosa, caballero de Santiago y Veinticuatro.
- Isabel Cecilia Fernández de Córdoba Lasso de la Vega y Ventimiglia (n. 1669), casó con Juan Galindo. Sin sucesión.
- Leonor Fernández de Córdoba Lasso de la Vega y Ventimiglia (n. 1671), religiosa carmelita en Málaga.
- Beatriz Fernández de Córdoba Lasso de la Vega y Ventimiglia (n. 1672), religiosa carmelita en Málaga
- Clemencia Fernández de Córdoba Lasso de la Vega y Ventimiglia (n. 1677), casó con su primo Juan de Córdoba Lasso de la Vega y Puente Verástegui, caballero de Calatrava, (hijo de su tío, hermano de su padre Luis de Córdoba Lasso de la Vega y Francia y de María de la Puente Verástegui)
- Rosalía Fernández de Córdoba Lasso de la Vega y Ventimiglia (n. 1681), que casó con José Ordóñez y Barrientos.
- Luisa Eusebia Fernández de Córdoba Lasso de la Vega y Ventimiglia (n. 1684), casó con Diego Valdés Araque, caballero de Santiago.
- Luisa Fernández de Córdoba Lasso de la Vega y Ventimiglia, natural de Málaga, se casó con Luis Bañuelos Páez de Cárden.

En 1697 falleció el I marqués del Vado del Maestre Diego de Córdova Lasso de la Vega, heredando la titularidad de sus feudos su hijo Francisco de Paula Fernández de Córdoba Lasso de la Vega y Ventimiglia.